# Thành Vatican
Thành Vatican, tên chính thức là Thành quốc Vatican (tiếng Ý: Stato della Città del Vaticano, tiếng Latinh: Status Civitatis Vaticanae, tiếng Anh: Vatican City State) là một quốc gia có chủ quyền với lãnh thổ bao gồm một vùng đất có tường bao kín nằm trong lòng thành phố Roma, Ý. Với diện tích khoảng 44 hécta (110 mẫu Anh), và dân số 810 người (2019). Vatican được quốc tế công nhận là thành quốc độc lập nhỏ nhất thế giới về diện tích và dân số.
Quốc gia này được thành lập năm 1929 theo Hiệp ước Latêranô với tư cách là một thực thể mới, không phải là hậu thân của Lãnh địa Giáo hoàng (756–1870) vốn rộng lớn hơn. Vì được vị Giám mục Rôma (tức giáo hoàng) lãnh đạo nên Thành Vatican chính thức là một nền quân chủ thần quyền. Các viên chức cao cấp nhất của nhà nước này đều là các giáo sĩ thuộc Giáo hội Công giáo xuất thân từ nhiều quốc gia khác nhau. Thành phố Vatican là lãnh thổ có chủ quyền của Tòa Thánh (tiếng Latinh: Sancta Sedes), là nơi có Điện Tông tòa–nơi ở của giáo hoàng và nơi đặt nhiều cơ quan của Giáo triều Rôma. Dù trụ sở Giáo hội Công giáo theo nguyên tắc là Vương cung thánh đường Thánh Gioan Latêranô–được mệnh danh là nhà thờ mẹ của các nhà thờ Công giáo–nằm ở thành phố Roma, ngoài biên giới của thành phố Vatican, nhưng thuật ngữ Vatican vẫn được cho là trung tâm giáo quyền của Giáo hội Công giáo.
Trong thành phố còn có các công trình quy mô lớn như Vương cung thánh đường Thánh Phêrô với Quảng trường Thánh Phêrô, Nhà nguyện Sistina, Thư viện Vatican, và Bảo tàng Vatican. Chúng là nơi lưu trữ một số bức tranh và tác phẩm điêu khắc nổi tiếng nhất thế giới. Nền kinh tế của Vatican độc đáo ở chỗ nó được tài trợ bằng việc bán tem bưu chính và đồ lưu niệm du lịch, lệ phí tham quan bảo tàng và bán các ấn phẩm tôn giáo và văn hóa.

## Lãnh thổ
Cái tên Vatican có từ thời xưa, trước khi Kitô giáo ra đời, xuất phát từ chữ La tinh Mons Vaticanus, nghĩa là ngọn đồi Vatican. Lãnh thổ Vatican là một phần của Mons Vaticanus, nằm sát kề Cánh đồng Vatican nơi Vương cung thánh đường Thánh Phêrô, Dinh thự Giáo hoàng, Nhà nguyện Sistina và nhiều bảo tàng được xây dựng, cùng với nhiều công trình kiến trúc khác. Cho tới năm 1929 vùng này là một phần của rione Borgo Rôma, tách biệt khỏi thành phố và nằm trên bờ phía tây sông Tevere. Đây là vùng mở rộng về sau của thành phố và được bảo vệ khi Giáo hoàng Lêô IV cho gộp vào trong bức tường bao thành phố và sau này được mở rộng thành những bức tường kiểu pháo đài hiện nay bởi các Giáo hoàng Phaolô III, Piô IV, Ubanô VIII. Khi Hiệp ước Latêranô năm 1929 quy định hình dạng hiện nay của Thành phố được khởi thảo, thực tế rằng đa phần lãnh thổ đề nghị đều nằm bên trong vòng tường này khiến nó được dùng để định nghĩa ranh giới. Ở một số đoạn biên giới không có tường xây khiến những dãy nhà ở đó trở thành một phần biên giới, và một phần nhỏ biên giới được xây dựng mới ở thời hiện đại. Lãnh thổ bao gồm Quảng trường Thánh Phêrô, không thể tách rời với phần còn lại của Rôma, vì thế một đường biên giới ảo với Ý được quy định chạy dọc giới hạn bên ngoài của quảng trường nơi nó giáp với Piazza Pio XII và Via Paolo VI. Via della Conciliazione nối Quảng trường Thánh Phêrô với Rôma qua Cầu Thiên Thần (Ponte Sant'Angelo). Con đường nối to lớn này được Mussolini xây dựng sau khi ký kết Hiệp ước Latêranô.
Theo Hiệp ước Latêranô, một số tài sản của Tòa Thánh nằm trong lãnh thổ Ý, mà nổi tiếng nhất là Castel Gandolfo và Vương cung thánh đường Thánh Gioan Latêranô, được trao quy chế lãnh thổ bên ngoài tương tự như đối với các đại sứ quán. Những tài sản đó, rải rác trên toàn bộ Rôma và Ý, nơi đóng trụ sở và làm việc của các định chế cần thiết cho tính chất và nhiệm vụ truyền đạo của Tòa Thánh.

### Vườn

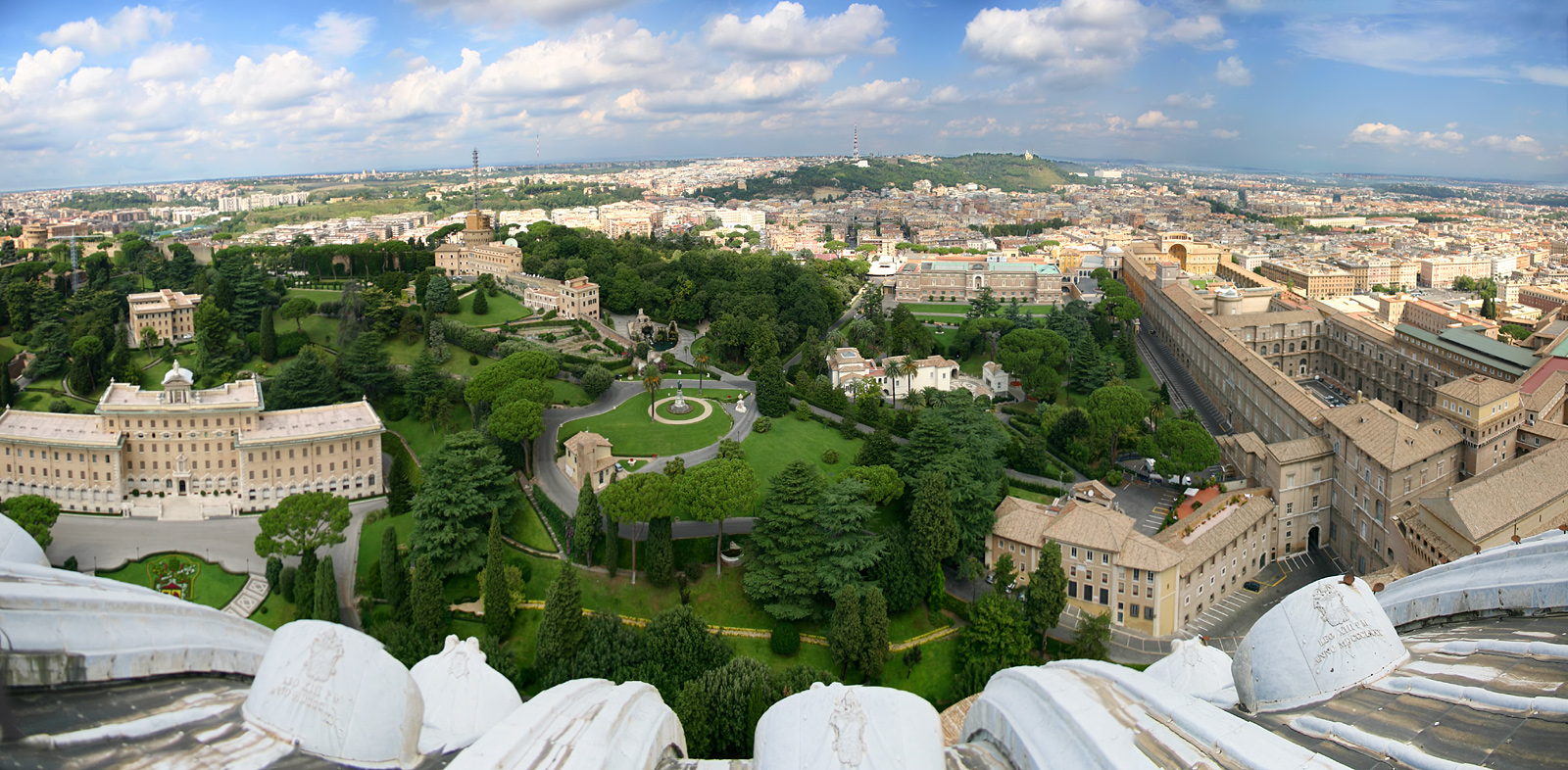
Một phần của những khu vườn thành Vatican và Bảo tàng Vatican

Trong lãnh thổ của thành Vatican là những khu vườn thành Vatican (tiếng Ý: Giardini Vaticani), chiếm hơn một nửa diện tích lãnh thổ. Những khu vườn được thành lập từ thời đại Phục Hưng và thời kỳ Baroque. Chúng chiếm xấp xỉ 23 hecta (57 mẫu Anh), chiếm phần lớn đồi Vatican. Điểm cao nhất là 60 mét (200 ft) trên mực nước biển. Những bức tường đá bao quanh khu vực trên ở phía Bắc, Nam và Tây.

## Lãnh đạo nhà nước
Giáo hoàng là nguyên thủ quốc gia và lãnh đạo chính phủ của Thành Vatican. Giáo hoàng đồng thời là Giám mục Giáo phận Rôma, và là nhà lãnh đạo Tòa Thánh và Giáo hội Công giáo. Danh hiệu chính thức của Giáo hoàng tại Thành Vatican là "Quốc trưởng Thành quốc Vatican".
Giáo hoàng là một vị vua không truyền tử, nắm quyền lực tuyệt đối, có nghĩa là quyền lập pháp, hành pháp và tư pháp tối cao đối với Thành Vatican. Giáo hoàng là vị vua chuyên chế duy nhất tại Châu Âu.
Giáo hoàng không có nhiệm kỳ, không bị phế truất mặc dù ông có thể từ chức. Giáo hoàng được bầu bởi mật nghị gồm các hồng y dưới 80 tuổi. Các quan chức chính phủ chính của Thành Vatican là Chủ tịch Ủy ban Giáo hoàng về Thành quốc Vatican (đồng thời là Chủ tịch Phủ Thống đốc Thành quốc Vatican) và Quốc vụ khanh (đồng thời đóng vai trò ngoại trưởng của Tòa Thánh).
Quốc vụ khanh hiện nay là Hồng y Pietro Parolin. Chủ tịch Phủ Thống đốc Thành quốc Vatican hiện nay là Sơ Raffaella Petrini, người phụ nữ đầu tiên đảm nhận chức vụ này.

## Lịch sử

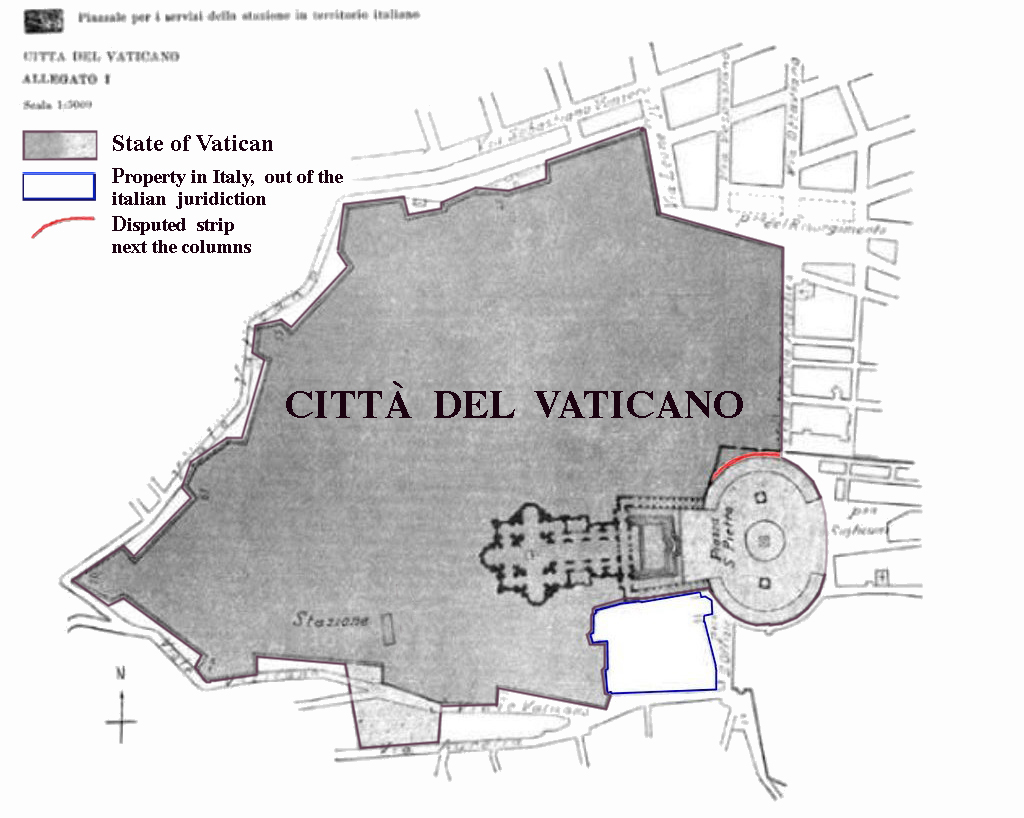
Lãnh thổ Thành Vatican theo Hiệp ước Lateran 1929.

Tên gọi "Vatican" đã được dùng trong thời đại của Cộng hòa La Mã là một vùng đầm lầy bên bờ tây sông Tiber cắt qua thành phố Rome.
Trước khi Kitô giáo xuất hiện tại khu vực này, đây là phần đất hoang không có người sinh sống của Rome. Vùng đất ấy được thần thánh bảo vệ chu đáo hoặc ít nhất là nơi không thích hợp để sinh sống. Đây cũng đã là nơi trước kia thờ phượng nữ thần Phrygian Cybele và người chồng là Attis suốt thời gian của Đế quốc La Mã Cổ đại. Vào đầu thế kỷ thứ nhất sau Công nguyên, Agrippina Cả (14 TCN - 18/10 năm 33 SCN) đã tháo nước ở khu vực này để xây dựng vườn tược, từ đó các khu nhà cửa bắt đầu mọc lên. Năm 40, con trai bà là Hoàng đế Caligula (31/8/12 - 24/1/41 SCN, triều đại: 37 - 41 SCN) bắt đầu xây dựng một đấu trường mà sau này được Nero hoàn thiện, có tên gọi là Circus Gaii et Neronis hay Rạp xiếc của Nero. Tháp đá Vatican, một trụ đá được Caligula mang từ Heliopolis, Ai Cập về Rome để trang hoàng cho đấu trường, là dấu vết cuối cùng còn sót lại của đấu trường này.
Khu vực này trở thành nơi tử đạo của nhiều Kitô hữu bởi ngọn lửa lớn ở Rome vào năm 64. Truyền thuyết cổ xưa kể rằng nơi này Thánh Phêrô bị đóng đinh treo ngược vào thập giá. Đối diện đấu trường là một nghĩa trang tách ra bởi Via Cormelia. Những công trình chôn cất, lăng tẩm và mồ mả nhỏ cũng như bàn thờ thần ngoại của những tôn giáo khác được xây dựng kiên cố trước khi công trình quảng trường Constrantinian Thánh Peter được xây dựng một nửa vào thế kỷ 4 sau Công nguyên. Những tàn tích của nghĩa trang ngày một tăng dần lên qua các triều đại Giáo hoàng khác nhau suốt thời kì Phục Hưng, cho đến khi chúng được khai quật có hệ thống theo lệnh của Giáo hoàng Piô XII từ năm 1939 đến năm 1941.
Vào năm 326, ngôi thánh đường đầu tiên, quảng trường Constantinian, được xây dựng trên mộ của thánh Peter. Từ khi xuất hiện thánh đường, bắt đầu có dân cư nhưng thưa thớt quanh quảng trường. Nơi ở của Giáo hoàng nằm gần quảng trường, được xây dựng ngay từ thế kỉ V trong suốt triều đại Giáo hoàng Symmachus (? - 19/6/514, triều đại: 498 - 514).
Các Giáo hoàng trong một vai trò không thuộc tôn giáo đã đến cầm quyền các khu vực lân cận, lập ra Nhà nước Giáo hoàng, có quyền lực trên phần lớn bán đảo Ý hơn một nghìn năm đến giữa thế kỷ 19, khi lãnh thổ của Nhà nước của Giáo hoàng bị tịch thu bởi sự thành lập của Vương quốc Ý. Trong thời gian ấy, Vatican, nhưng đúng hơn là điện Lateran, những thế kỉ gần đây là lâu đài chính phủ Ý không phải là nơi ở thường xuyên của Giáo hoàng, mà là tại Avignon, Pháp.

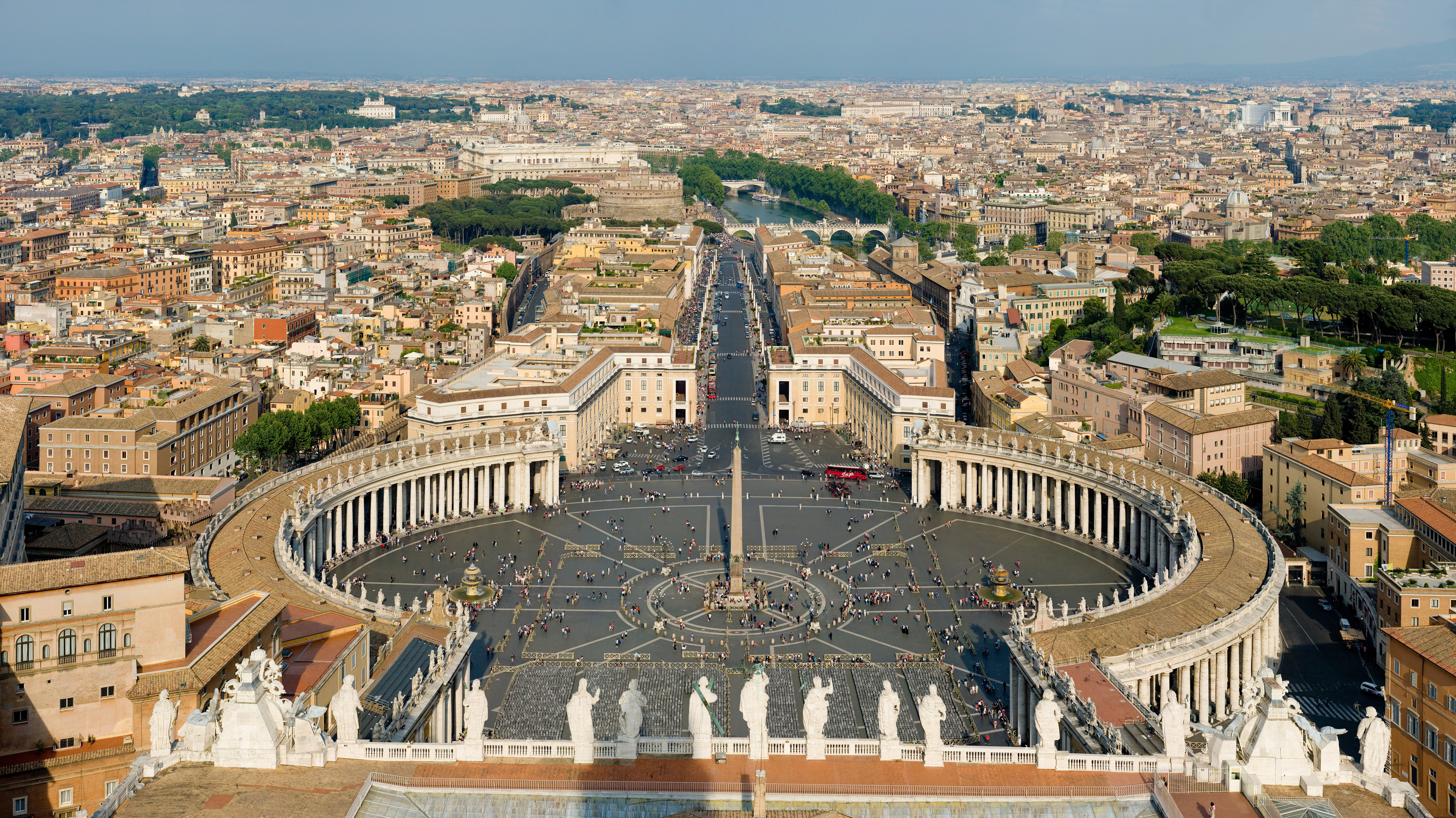
Quảng trường Thánh Phêrô, nhìn từ mái vòm Vương cung thánh đường Thánh Phêrô

Vào năm 1870, tài sản của Giáo hoàng bị bỏ lại trong một trường hợp không rõ ràng khi Rome tự sáp nhập bởi Piedmontese sau sự kháng cự yếu ớt của lính Giáo hoàng. Giữa năm 1861 và 1929, uy tín của Giáo hoàng được đề cập trong quyển "Những câu hỏi về Giáo hội Công giáo Rôma". Giáo hoàng không bị làm phiền tại nơi ở của các Ngài, và được công nhận bởi sự bảo lãnh của pháp luật. Nhưng các Ngài không được vua Ý công nhận khi ra luật ở Rome, và họ từ chối cho phép vùng đất Vatican cho đến khi sự bất hòa của đôi bên được giải quyết vào năm 1929. Các nước khác tiếp tục duy trì sự công nhận quốc tế rằng Tòa Thánh là một thực thể tối cao. Ý không có ý định can thiệp vào Tòa Thánh trong thành Vatican. Tuy nhiên, họ đã tịch thu tài sản của Giáo hội ở nhiều nơi, đặc biệt bao gồm lâu đài chính phủ Ý, nơi ở chính thức trước kia của Giáo hoàng. Giáo hoàng Pius IX (13/3/1792 - 7/2/1878, triều đại: 1846 - 1878), quốc trưởng cuối cùng của Lãnh địa Giáo hoàng, đã nói rằng sau khi Rome sáp nhập, Ngài là "Người tù của Vatican". Mốc quan trọng là vào ngày 11/2/1929 giữa Tòa Thánh và vương quốc Ý. Hiệp ước được ký kết giữa Benito Mussolini và Pietro Cardinal Gasparri thay mặt cho vua Victor Emanuel III và Giáo hoàng Pius XI (31/5/1857 - 10/2/1939, triều đại: 1922 - 1939) thay mặt cho Tòa Thánh. Hiệp ước Lateran và giáo ước (hiệp ước giữa Giáo hoàng và chính phủ một nước) đã thành lập Thành quốc Vatican (nước Vatican), cùng với việc công nhận Công giáo có vai trò quan trọng tại Ý. Năm 1984, một giáo ước mới giữa Tòa Thánh và Ý sửa đổi một số điều khoản của giáo ước trước đây, bao gồm vị thế của Công giáo như quốc giáo của Ý.

## Quân đội
Quân đội thành Vatican rất đặc biệt vì nó là đội quân chính quy nhỏ nhất và lâu đời nhất trên thế giới, Đội cận vệ Thụy Sĩ. Được thành lập vào ngày 22 tháng 1 năm 1506 bởi Giáo hoàng Julius II, nó trước tiên được cấu thành bởi lính đánh thuê Thụy Sĩ từ Liên bang Thụy Sĩ. Quân số hiện nay vào khoảng trên 100 người đồng thời kiêm luôn công tác cận vệ Đức Giáo hoàng. Việc tuyển mộ lính mới rất hạn chế, chỉ đàn ông Công giáo Thụy Sĩ mới được đăng ký.
Palatine Guard of Honor and the Noble Guard đã bị giải tán dưới triều đại Giáo hoàng Phaolô VI.

Bản đồ Thành Vatican với các công trình nổi bật và khu vườn.

Body of the Gendarmeria (Corpo della Gendarmeria) hoạt động như lực lượng cảnh sát của vùng.
Vatican không có lực lượng không quân cũng như hải quân. Việc phòng thủ bên ngoài được đảm nhận bởi những bang nước Ý xung quanh.

## Quản trị
Thống đốc Vatican, thường được biết đến như Thủ hiến hay Thủ tướng Vatican, có trách nhiệm như một thị trưởng, tập trung vào các vấn đề lễ nghi và đối nội Vatican, trong đó có an ninh quốc gia. Hiện nay Vatican có hai lực lượng giữ gìn an ninh là Đội Cận vệ Thụy Sĩ cho Giáo hoàng (Guardia Svizzera Pontificia) và Đội Hiến binh Thành quốc Vatican (Corpo della Gendarmeria dello Stato della Città del Vaticano).
Quyền lập pháp được trao cho các Hội đồng thuộc Giáo hoàng. Các thành viên là những Hồng y được Giáo hoàng bổ nhiệm, nhiệm kì 5 năm. Về tư pháp, Thành Vatican có Tòa án riêng của thành quốc, bên cạnh ba tòa án thuộc Giáo triều Rôma: Tòa Ân giải Tối cao, Tòa Thượng thẩm Rota, và Tối cao Pháp viện. Hệ thống pháp luật dựa trên cơ sở Giáo luật. Nếu Giáo luật không thích hợp, một bộ luật đặc biệt của khu vực sẽ được áp dụng, thường theo sự cung cấp của nước Ý.
"Vatican" và "Tòa Thánh" là hai thực thể riêng biệt. Trong khi "Vatican" là thuật ngữ thường để chỉ về lãnh thổ của một quốc gia với vài trăm công dân, có ý nghĩa về mặt hành chính thì "Tòa Thánh" (tức là "ngai tòa của thánh tông đồ") lại là thuật ngữ bao hàm ý nghĩa rộng lớn trên khía cạnh quan hệ tôn giáo với cơ cấu điều hành trên 1,2 tỷ tín hữu toàn cầu và cả khía cạnh quan hệ chính trị với thế giới thế tục. Trong các quan hệ ngoại giao và đối ngoại, tên gọi "Tòa Thánh" (tiếng Anh: Holy See) được sử dụng, chứ không phải "Vatican". Văn kiện chính thức của thành phố Vatican được ban hành bằng tiếng Ý, còn của Tòa Thánh được ban hành chủ yếu bằng tiếng Latinh. Hai thực thể này cũng có hộ chiếu riêng biệt: Tòa Thánh cấp hộ chiếu ngoại giao và công vụ, trong khi Thành quốc Vatican cấp hộ chiếu phổ thông cho công dân.

## Địa lý
Thành quốc Vatican, một trong những nước châu Âu nhỏ, nằm trên ngọn đồi Vatican, ở phía tây bắc của Rome, vài trăm mét phía tây sông Tiber. Vatican có đường biên giới (tổng cộng dài 3.2 km hay 2 dặm, tất cả đều nằm trong nước Ý) là một bức tường thành được xây dựng nhằm bảo vệ Giáo hoàng khỏi các thế lực tấn công từ bên ngoài. Tình hình biên giới phức tạp hơn tại quảng trường thánh Peter đối diện thánh đường thánh Peter, nơi đường biên giới chính xác phải nằm cắt ngang quảng trường, vì thế có một đường biên giới ảo được Ý quy định chạy dọc giới hạn bên ngoài quảng trường được quy định bởi cột Basilica, giáp với Piazza Pio XII và Via Paolo VI. Thành quốc Vatican là quốc gia nhỏ nhất trên thế giới với diện tích khoảng 0.44 km2 (108.7 mẫu Anh (acres)).
Khí hậu Vatican giống như khí hậu Rome; nhiệt độ, thời tiết Địa Trung Hải êm dịu, những cơn mưa tuyết bắt đầu từ tháng 9 đến giữa tháng 10 và mùa hạ khô nóng từ tháng 5 đến tháng 8. Một nét đặc trưng của khí hậu Vatican là thường có sương mù đọng lại nhiều.
| Dữ liệu khí hậu của Thành Vatican (Sân bay Ciampino Roma) | Dữ liệu khí hậu của Thành Vatican (Sân bay Ciampino Roma) | Dữ liệu khí hậu của Thành Vatican (Sân bay Ciampino Roma) | Dữ liệu khí hậu của Thành Vatican (Sân bay Ciampino Roma) | Dữ liệu khí hậu của Thành Vatican (Sân bay Ciampino Roma) | Dữ liệu khí hậu của Thành Vatican (Sân bay Ciampino Roma) | Dữ liệu khí hậu của Thành Vatican (Sân bay Ciampino Roma) | Dữ liệu khí hậu của Thành Vatican (Sân bay Ciampino Roma) | Dữ liệu khí hậu của Thành Vatican (Sân bay Ciampino Roma) | Dữ liệu khí hậu của Thành Vatican (Sân bay Ciampino Roma) | Dữ liệu khí hậu của Thành Vatican (Sân bay Ciampino Roma) | Dữ liệu khí hậu của Thành Vatican (Sân bay Ciampino Roma) | Dữ liệu khí hậu của Thành Vatican (Sân bay Ciampino Roma) | Dữ liệu khí hậu của Thành Vatican (Sân bay Ciampino Roma) |
| Tháng                                                     | 1                                                         | 2                                                         | 3                                                         | 4                                                         | 5                                                         | 6                                                         | 7                                                         | 8                                                         | 9                                                         | 10                                                        | 11                                                        | 12                                                        | Năm                                                       |
| --------------------------------------------------------- | --------------------------------------------------------- | --------------------------------------------------------- | --------------------------------------------------------- | --------------------------------------------------------- | --------------------------------------------------------- | --------------------------------------------------------- | --------------------------------------------------------- | --------------------------------------------------------- | --------------------------------------------------------- | --------------------------------------------------------- | --------------------------------------------------------- | --------------------------------------------------------- | --------------------------------------------------------- |
| Cao kỉ lục °C (°F)                                        | 20.8 (69.4)                                               | 22.4 (72.3)                                               | 26.6 (79.9)                                               | 30.0 (86.0)                                               | 34.2 (93.6)                                               | 37.8 (100.0)                                              | 39.6 (103.3)                                              | 40.6 (105.1)                                              | 40.0 (104.0)                                              | 32.0 (89.6)                                               | 25.4 (77.7)                                               | 21.2 (70.2)                                               | 40.6 (105.1)                                              |
| Trung bình ngày tối đa °C (°F)                            | 11.9 (53.4)                                               | 13.0 (55.4)                                               | 15.2 (59.4)                                               | 17.7 (63.9)                                               | 22.8 (73.0)                                               | 26.9 (80.4)                                               | 30.3 (86.5)                                               | 30.6 (87.1)                                               | 26.5 (79.7)                                               | 21.4 (70.5)                                               | 15.9 (60.6)                                               | 12.6 (54.7)                                               | 20.4 (68.7)                                               |
| Trung bình ngày °C (°F)                                   | 7.5 (45.5)                                                | 8.2 (46.8)                                                | 10.2 (50.4)                                               | 12.6 (54.7)                                               | 17.2 (63.0)                                               | 21.1 (70.0)                                               | 24.1 (75.4)                                               | 24.5 (76.1)                                               | 20.8 (69.4)                                               | 16.4 (61.5)                                               | 11.4 (52.5)                                               | 8.4 (47.1)                                                | 15.2 (59.4)                                               |
| Tối thiểu trung bình ngày °C (°F)                         | 3.1 (37.6)                                                | 3.5 (38.3)                                                | 5.2 (41.4)                                                | 7.5 (45.5)                                                | 11.6 (52.9)                                               | 15.3 (59.5)                                               | 18.0 (64.4)                                               | 18.3 (64.9)                                               | 15.2 (59.4)                                               | 11.3 (52.3)                                               | 6.9 (44.4)                                                | 4.2 (39.6)                                                | 10.0 (50.0)                                               |
| Thấp kỉ lục °C (°F)                                       | −11.0 (12.2)                                              | −6.9 (19.6)                                               | −6.5 (20.3)                                               | −2.4 (27.7)                                               | 1.8 (35.2)                                                | 5.6 (42.1)                                                | 9.1 (48.4)                                                | 9.3 (48.7)                                                | 4.3 (39.7)                                                | 0.8 (33.4)                                                | −5.2 (22.6)                                               | −6.6 (20.1)                                               | −11.0 (12.2)                                              |
| Lượng Giáng thủy trung bình mm (inches)                   | 66.9 (2.63)                                               | 73.3 (2.89)                                               | 57.8 (2.28)                                               | 80.5 (3.17)                                               | 52.8 (2.08)                                               | 34.0 (1.34)                                               | 19.2 (0.76)                                               | 36.8 (1.45)                                               | 73.3 (2.89)                                               | 113.3 (4.46)                                              | 115.4 (4.54)                                              | 81.0 (3.19)                                               | 804.3 (31.67)                                             |
| Số ngày giáng thủy trung bình (≥ 1.0 mm)                  | 7.0                                                       | 7.6                                                       | 7.6                                                       | 9.2                                                       | 6.2                                                       | 4.3                                                       | 2.1                                                       | 3.3                                                       | 6.2                                                       | 8.2                                                       | 9.7                                                       | 8.0                                                       | 79.4                                                      |
| Độ ẩm tương đối trung bình (%)                            | 77                                                        | 75                                                        | 72                                                        | 73                                                        | 71                                                        | 68                                                        | 67                                                        | 66                                                        | 69                                                        | 74                                                        | 78                                                        | 78                                                        | 72                                                        |
| Số giờ nắng trung bình tháng                              | 120.9                                                     | 132.8                                                     | 167.4                                                     | 201.0                                                     | 263.5                                                     | 285.0                                                     | 331.7                                                     | 297.6                                                     | 237.0                                                     | 195.3                                                     | 129.0                                                     | 111.6                                                     | 2.472,8                                                   |
| Nguồn: Servizio Meteorologico (nắng, độ ẩm, 1961–1990)    |                                                           |                                                           |                                                           |                                                           |                                                           |                                                           |                                                           |                                                           |                                                           |                                                           |                                                           |                                                           |                                                           |

## Văn hóa

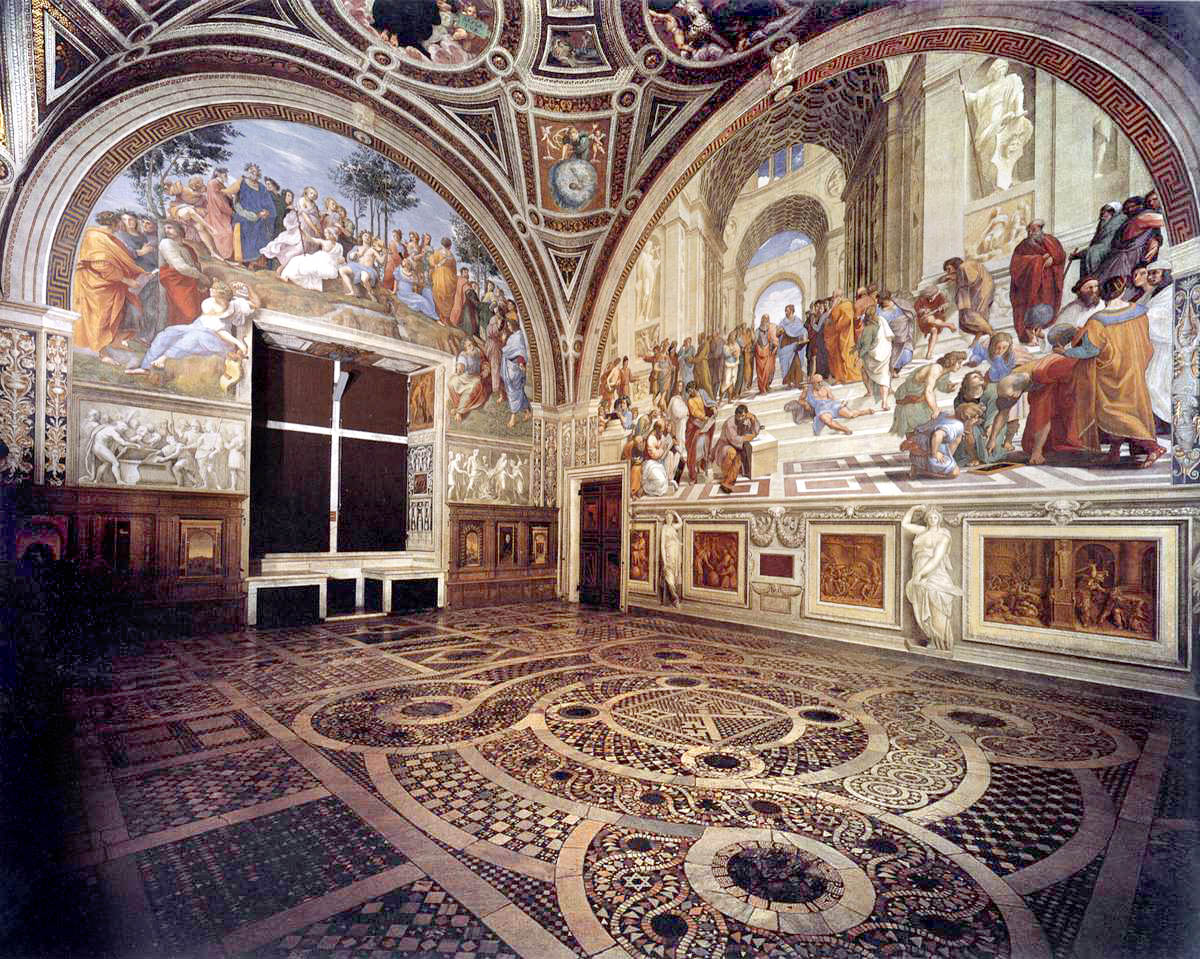
Bích họa Trường Athena của họa sĩ Raphael để trang trí 4 căn phòng mà bây giờ được gọi là Phòng Raffaello (Stanze di Raffaello), trong Điện Tông tòa ở Vatican

Vatican, chính thành phố đã là một công trình văn hóa có ý nghĩa rất lớn, rất quan trọng. Những công trình như Vương cung thánh đường Thánh Phêrô và Nhà nguyện Sistina là nơi tập hợp nhiều tác phẩm nghệ thuật nổi tiếng trên thế giới, trong đó có những tác phẩm của những nhà nghệ thuật lừng danh như Botticelli, Bernini và Michelangelo. Thư viện Vatican và những bộ sưu tập của viện bảo tàng Vatican có tầm quan trọng rất lớn về lịch sử, khoa học và văn hóa. Năm 1984, Thành Vatican được UNESCO công nhận là Di sản thế giới, là trường hợp độc đáo mà toàn bộ đất nước được công nhận là một di sản văn hóa.

## Nhân khẩu
Năm 2023, Thành Vatican có 764 cư dân, bao gồm cả người có quốc tịch Vatican và người không có quốc tịch Vatican. Ngoài ra còn có 372 công dân Vatican không sống trong Thành Vatican; họ là các hồng y cư trú ở Roma hoặc các viên chức ngoại giao của Tòa Thánh tại các nước trên thế giới.
Dân số thường trực của Thành Vatican là các giáo sĩ, các tu sĩ nam, nữ, các giáo dân làm việc cho nhà nước (như Vệ binh Thụy Sĩ) và gia đình của họ. Trong thành quốc có một siêu thị nhỏ dành cho cư dân Vatican.
Thành phố cũng đón hàng ngàn lượt khách tham quan và nhân công làm việc mỗi ngày. Du lịch và các cuộc hành hương là các nhân số quan trọng trong đời sống hằng ngày của Vatican. Giáo hoàng thường cử hành thánh lễ hàng ngày và các lễ khác, và thường xuất hiện hàng tuần vào Thứ Tư và vào các ngày lễ lớn như lễ Giáng sinh, Tuần Thánh và lễ Phục sinh. Trong những sự kiện đầy ý nghĩa, như những nghi thức ban phước lành, các lễ tấn phong, lễ tuyên thánh. Ngài thường làm lễ ngoài trời ở quảng trường Thánh Phêrô.
Kiểu trang phục sử dụng khi vào Vương cung thánh đường Thánh Phêrô phải là kiểu được thiết kế nhã nhặn và thích hợp cho việc viếng thăm các khu vực tôn giáo. Các du khách và người hành hương đều được nhắc nhở về việc đó, vì Vương cung thánh đường không chỉ là công trình kiến trúc, nghệ thuật mà còn là một trung tâm tôn giáo.

## Thể thao
Vatican không có một liên đoàn thể thao hay sân vận động nào. Đôi khi nó được xem như có một đội tuyển bóng đá quốc gia. Đội tuyển chơi tại Stadio Pio XII ở Ý.

## Tội phạm
Theo một kết quả khảo sát, Vatican có số dân thường trú nhỏ, nhưng với hàng triệu khách du lịch mỗi năm, Thành Vatican có tỷ lệ tội phạm trên đầu người thuộc hàng cao nhất trên thế giới, hơn gấp hai mươi lần so với Ý. Năm 2002, một kết quả từ Tòa án Giáo hoàng, chánh công tố Nicola Picardi trích dẫn từ những thống kê cho thấy: có 397 vụ vi phạm pháp luật dân sự và 608 vụ vi phạm pháp luật hình sự. Mỗi năm, hàng trăm khách du lịch trở thành nạn nhân của nạn móc túi và giật giỏ, giật tiền. Thủ phạm gây ra, không ai khác chính là các du khách, nhưng ngoài ra còn đến 90% vụ vi phạm chưa được giải quyết.
Lực lượng cảnh sát Vatican là Corpo Della Vigilanza.
Như theo Hiệp ước Lateran 1929 giữa Tòa thánh Vatican và Ý, chính quyền Vatican có quyền khởi tố và giam giữ các nghi can.
Vụ giết người gần đây nhất ở Vatican xảy ra vào năm 1998, khi một thành viên của đội cận vệ Thụy Sĩ giết hai người trước khi tự sát.
Vatican đã bãi bỏ việc kết án tử hình vào năm 1969, nhưng nó vẫn được thực hiện vào thời gian trước, Lãnh địa Giáo hoàng vào ngày 9 tháng 7 năm 1870 tại Palestrina, khi Agabito (Agapito) Bellomo bị chém đầu (bởi máy chém) vì tội giết người.

## Hệ thống chính trị
Do những lý do lịch sử, hệ thống nhà nước của Vatican rất đặc biệt, một hệ thống nhà nước "độc nhất vô nhị". Dưới Giáo hoàng, những người đứng đầu là Quốc vụ khanh và Thủ hiến Vatican. Ở đây, giống như những viên chức khác, tất cả đều được sự bổ nhiệm của Đức Giáo hoàng, cũng như có thể bị cách chức bởi Ngài bất kì lúc nào.
Khi Tòa thánh trống ngôi, một Mật nghị Hồng y được triệu tập để bầu giáo hoàng mới.